# 2012年巴黎大師賽
2012年巴黎大師賽（也稱為2012年巴黎銀行公開賽 -贊助商是勞力士）舉辦於室內硬地球場的網球比賽。這是第41屆賽事，於2012年10月29日至11月4日舉行。

## 冠軍

### 單打
- 大衛·費雷爾 擊敗  傑西·詹努維克茲（6–4、6–3）
- 這是費雷爾今年第7座冠軍與生涯第18座冠軍，也是第1座大師系列賽冠軍。

### 雙打
- 馬赫什·布帕蒂 /  羅翰·波柏納 擊敗  阿薩姆-烏爾-哈克·奎雷西 /  讓-儒利安·路查（7–66、6–3）

## 外部連結
- 官方網站（页面存档备份，存于）